# (215016) Catherinegriffin
(215016) Catherinegriffin est un astéroïde de la ceinture principale.

## Description
(215016) Catherinegriffin est un astéroïde de la ceinture principale. Il fut découvert le 21 octobre 2008 à Raheny par David Grennan. Il présente une orbite caractérisée par un demi-grand axe de 2,52 UA, une excentricité de 0,07 et une inclinaison de 13,7° par rapport à l'écliptique.

## Compléments